# Strongylodon craveniae
Strongylodon craveniae är en ärtväxtart som beskrevs av R.Baron och John Gilbert Baker. Strongylodon craveniae ingår i släktet Strongylodon och familjen ärtväxter. IUCN kategoriserar arten globalt som livskraftig. Inga underarter finns listade i Catalogue of Life.